# JOKER (上杉可南子の漫画)
『JOKER』（ジョーカー）は、作画:上杉可南子、監修:斎田晴子による日本の漫画。

## 登場人物
斉藤一花
主人公の女流棋士。段位は二段。
藪雨あきら
小学生。一花の元に預けられる。
藪雨鉄平
あきらの父。29歳でバツイチ。結婚詐欺で逮捕される。「吉原鉄平」という偽名を使っていた。
岩崎庚司
一花の兄弟子。段位は六段。
宗像
一花の師匠。
宗像稔
宗像師匠の息子。プロ棋士を目指していたが、トラックに轢かれ25歳で死去。
行平正太
小学6年生。
佐伯ゆま
あきらのクラスメイト。

## 単行本
- 『JOKER』双葉社〈JOUR COMICS〉、全3巻
  1. 2011年7月18日発行、ISBN 978-4-575-33455-5
  2. 2012年1月17日発行、ISBN 978-4-575-33467-8
  3. 2012年6月16日発行、ISBN 978-4-575-33483-8